# 楊洪 (三國)

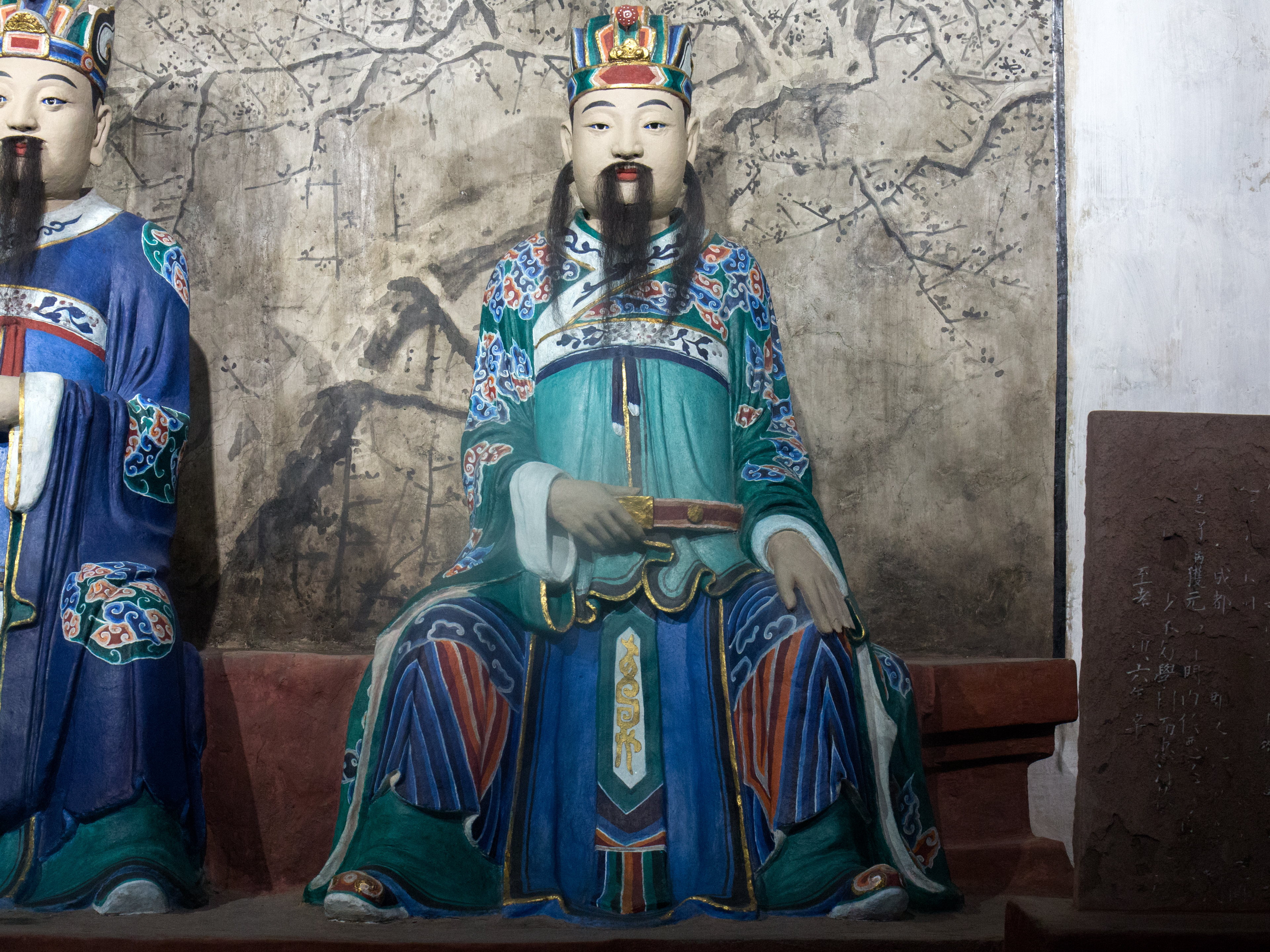
成都武侯祠杨洪像

楊洪（2世纪—228年），字季休，益州犍為武陽人。三國時蜀漢官員。

## 生平
楊洪在劉璋任益州牧時曾到多個郡任職，劉備奪益州後，犍為太守李嚴任命楊洪為功曹。後來因李嚴意欲搬遷犍為郡的治所，不顧楊洪極力反對，楊洪於是辭任功曹。李嚴於是推薦楊洪當蜀部從事。劉備爭奪漢中時大力支持出兵奪取漢中以保持益州安定，得到諸葛亮賞識而表楊洪領蜀郡太守，任內盡力辦公，因此被升為蜀郡太守。不久轉任益州治中從事。
劉備稱帝後，便出兵征討東吳，發動夷陵之戰，但最終被擊敗，退到永安。
漢嘉太守黃元聽聞劉備患病，而自己向來和諸葛亮不和，害怕一旦劉備逝世，諸葛亮當權後會遭到報復，於是趁成都空虛叛亂，縱火燒臨邛，楊洪於是派將軍陳曶和鄭綽討伐黃元，當時眾人都認為黃元戰敗後會逃到南中固守，但楊洪認為黃元不會這樣，必會沿江東下逃走，派陳曶等在南安峽口阻截，最後果然生擒黃元。建興元年（223年），賜爵關內侯，再次被任命為蜀郡太守、忠節將軍，後來擔任越騎校尉，繼續治理蜀郡。
楊洪不好學問，但他忠心事朝，對公事如同家事般緊張，建興六年（228年）在任內逝世。

## 三國演義
在65回，楊洪隨劉璋投降。在80回提及楊洪是治中，91回提及孔明任命楊洪為尚書。但三國志只提及楊洪做過治中，沒有說他做過尚書。

## 延伸阅读
[在维基数据编辑]
 《三國志/卷41》，出自陳壽《三國志》
 在维基共享资源阅览影像